# Rezervația naturală Sadova
Sadova este o rezervație naturală silvică în raionul Călărași, Republica Moldova. Este amplasată în ocolul silvic Călărași, Sadova, parcelele 33, 34. Are o suprafață de 229 ha. Obiectul este administrat de Gospodăria Silvică de Stat Călărași.

## Galerie de imagini

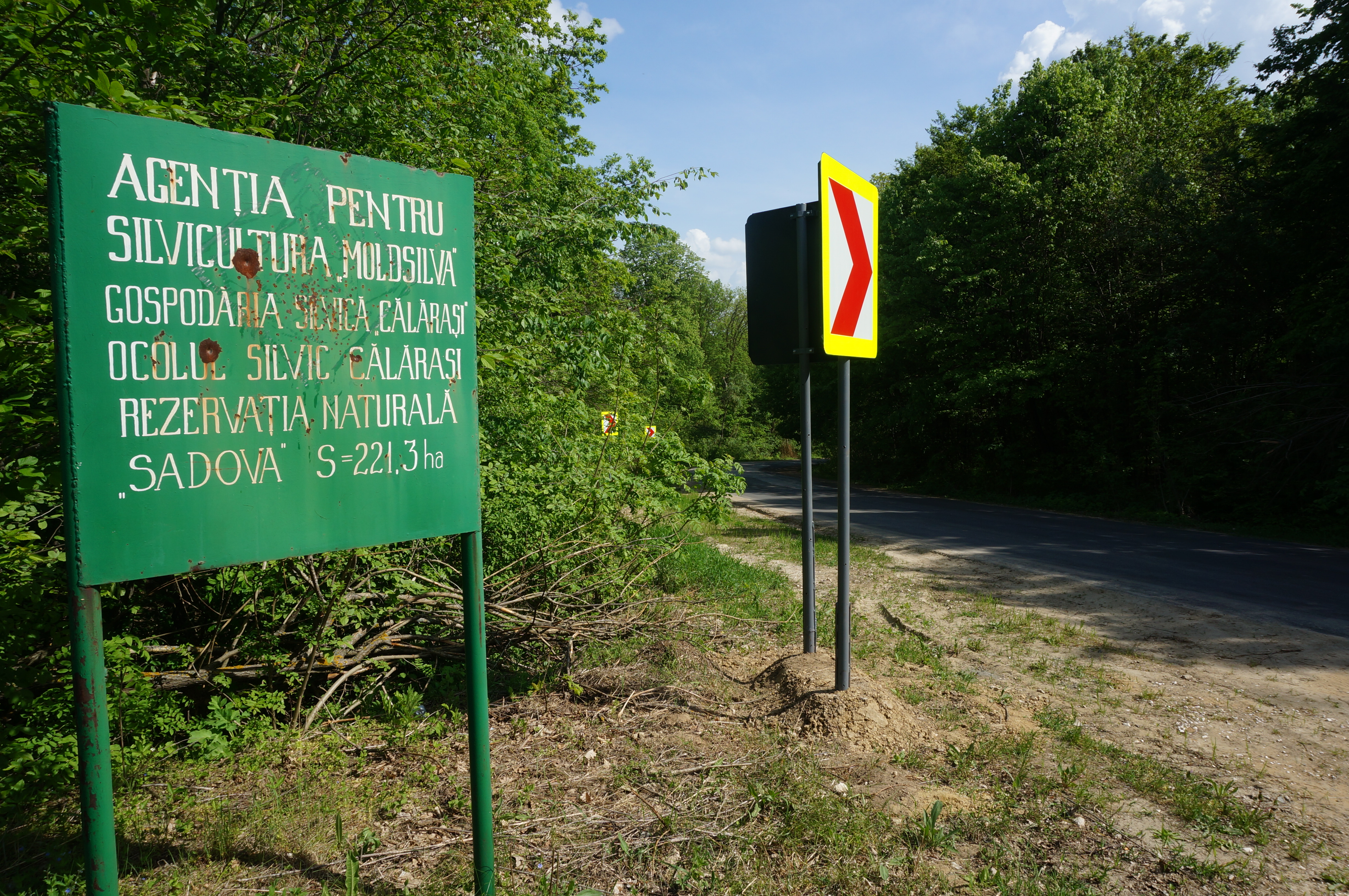
Panou informativ
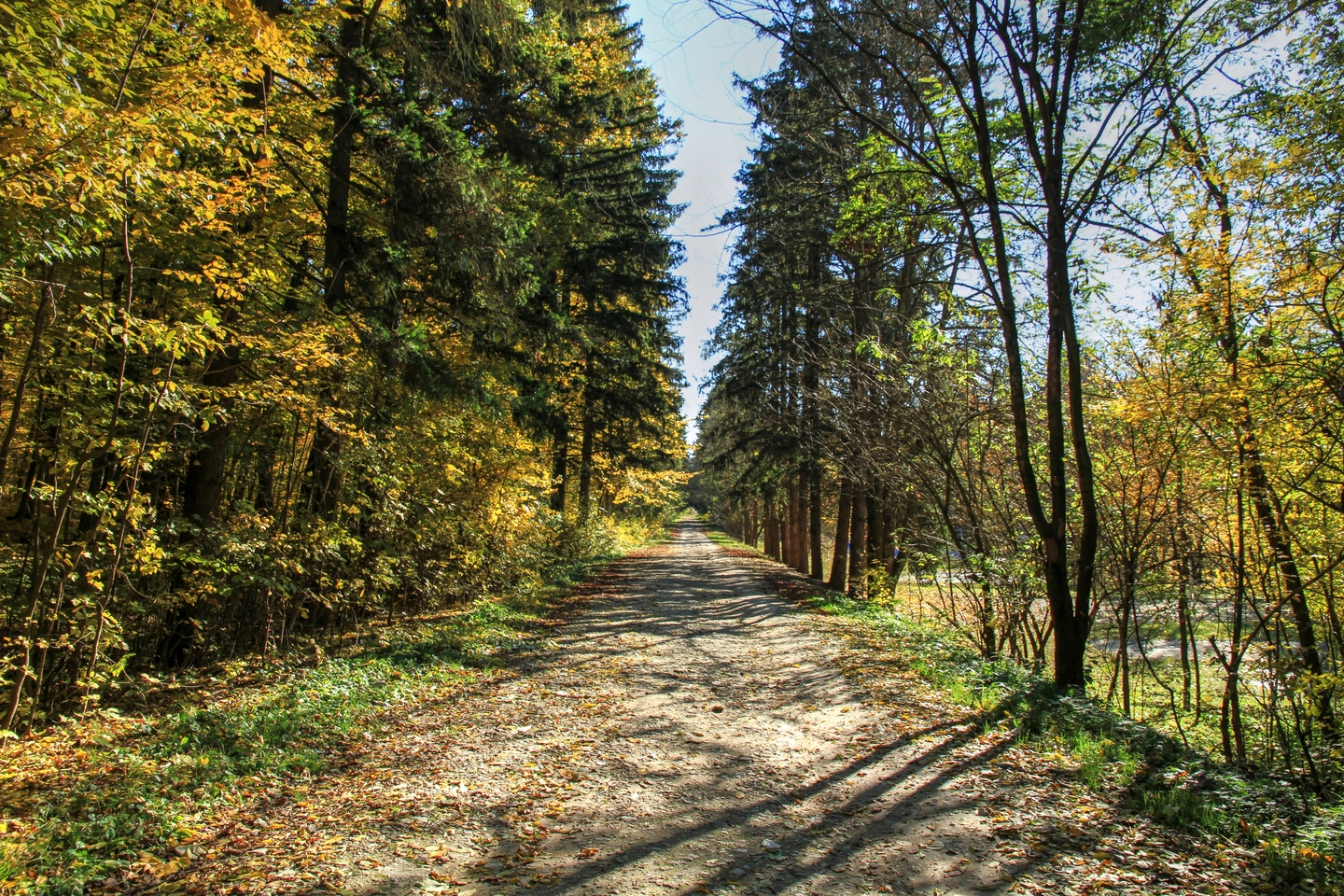
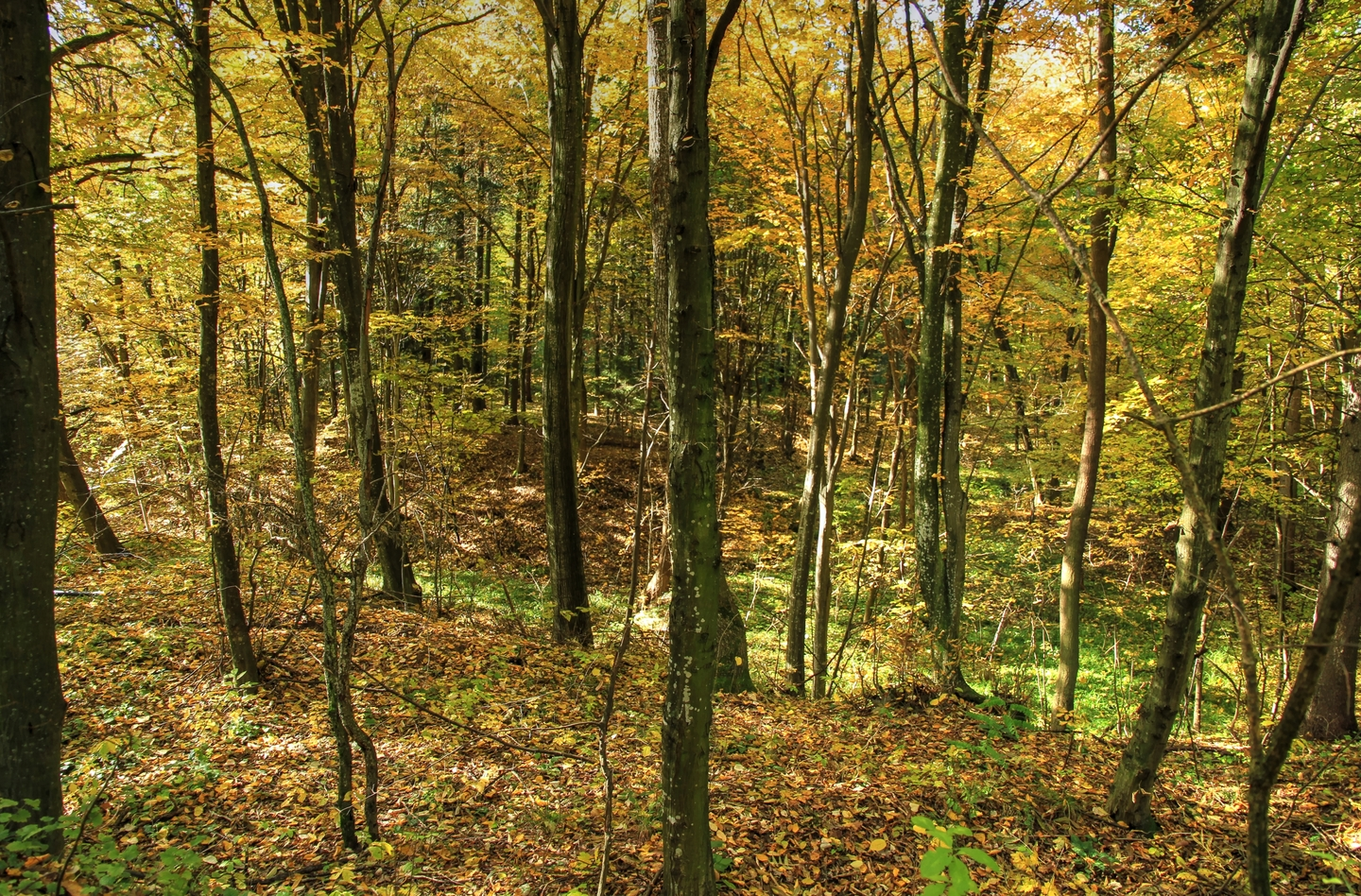
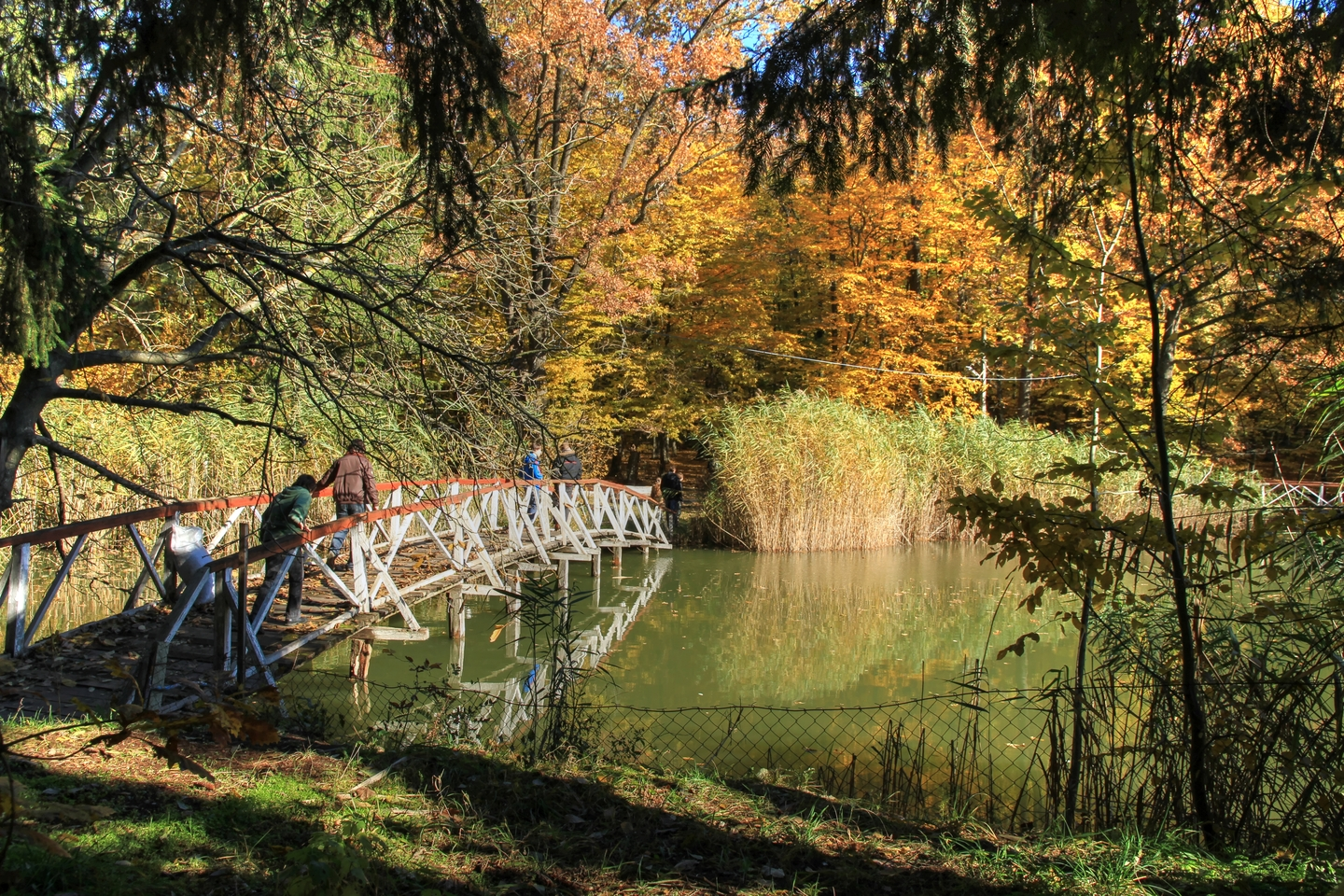
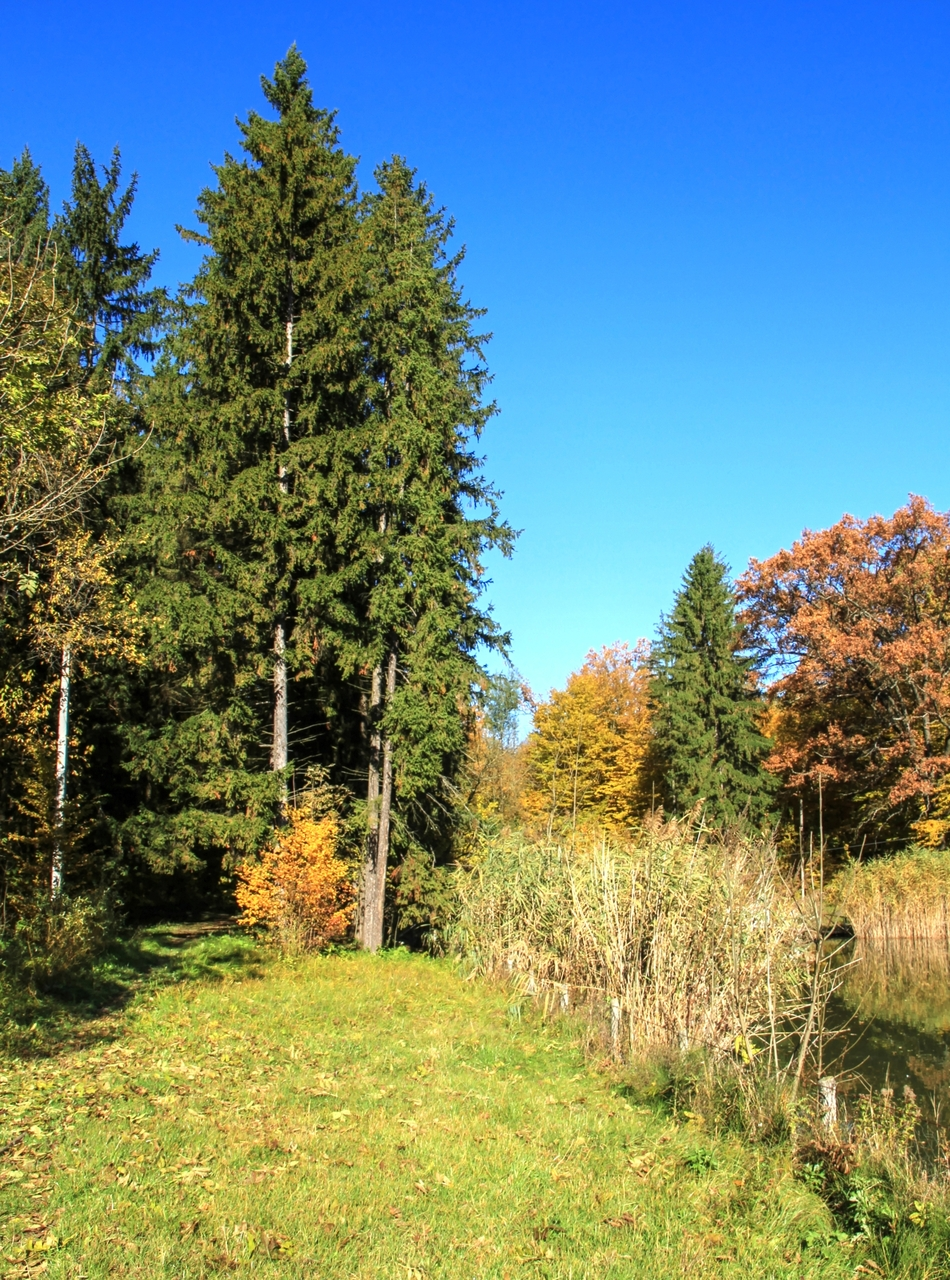
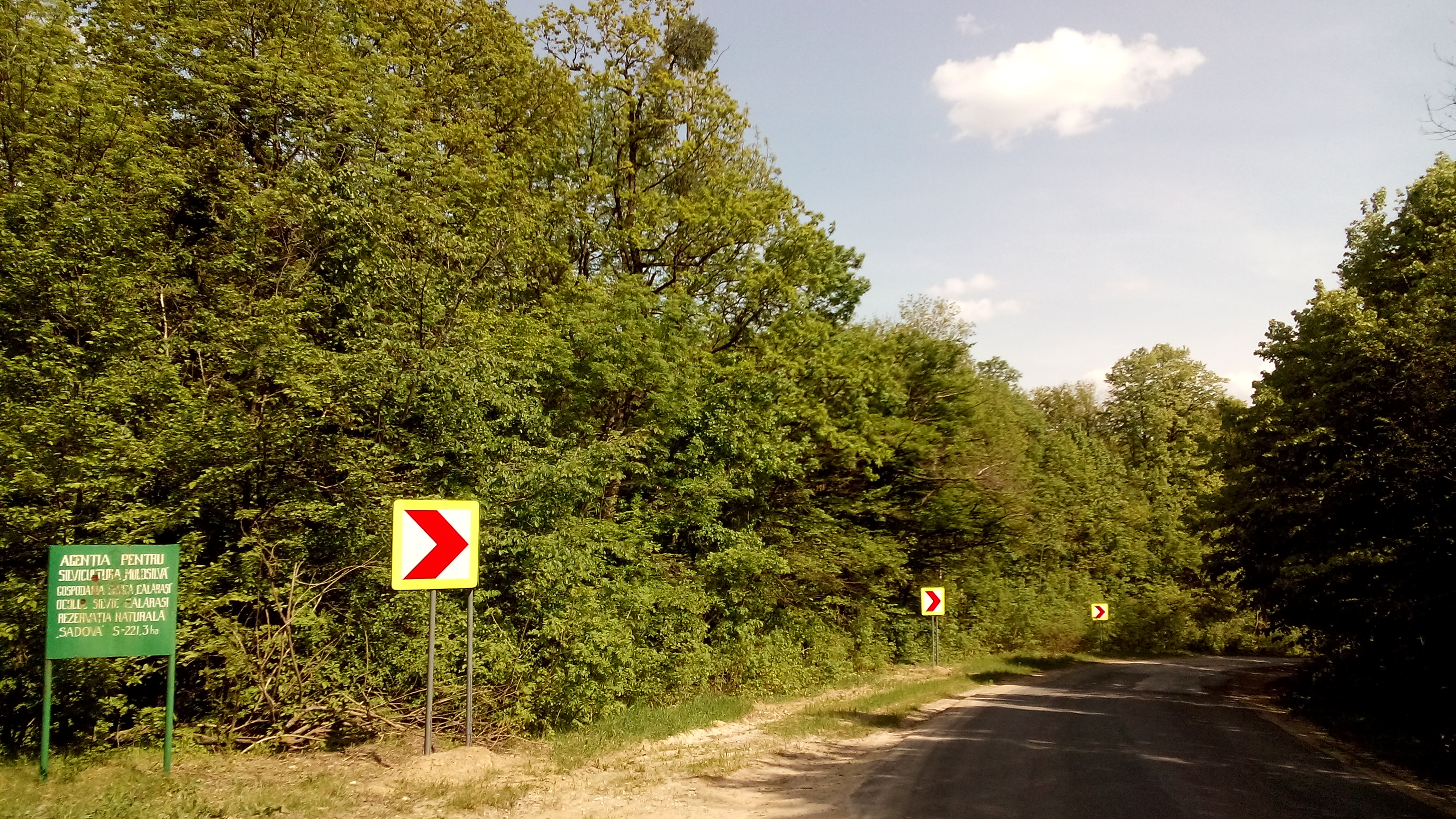
Drumul L414 dinspre Sadova trece prin rezervație
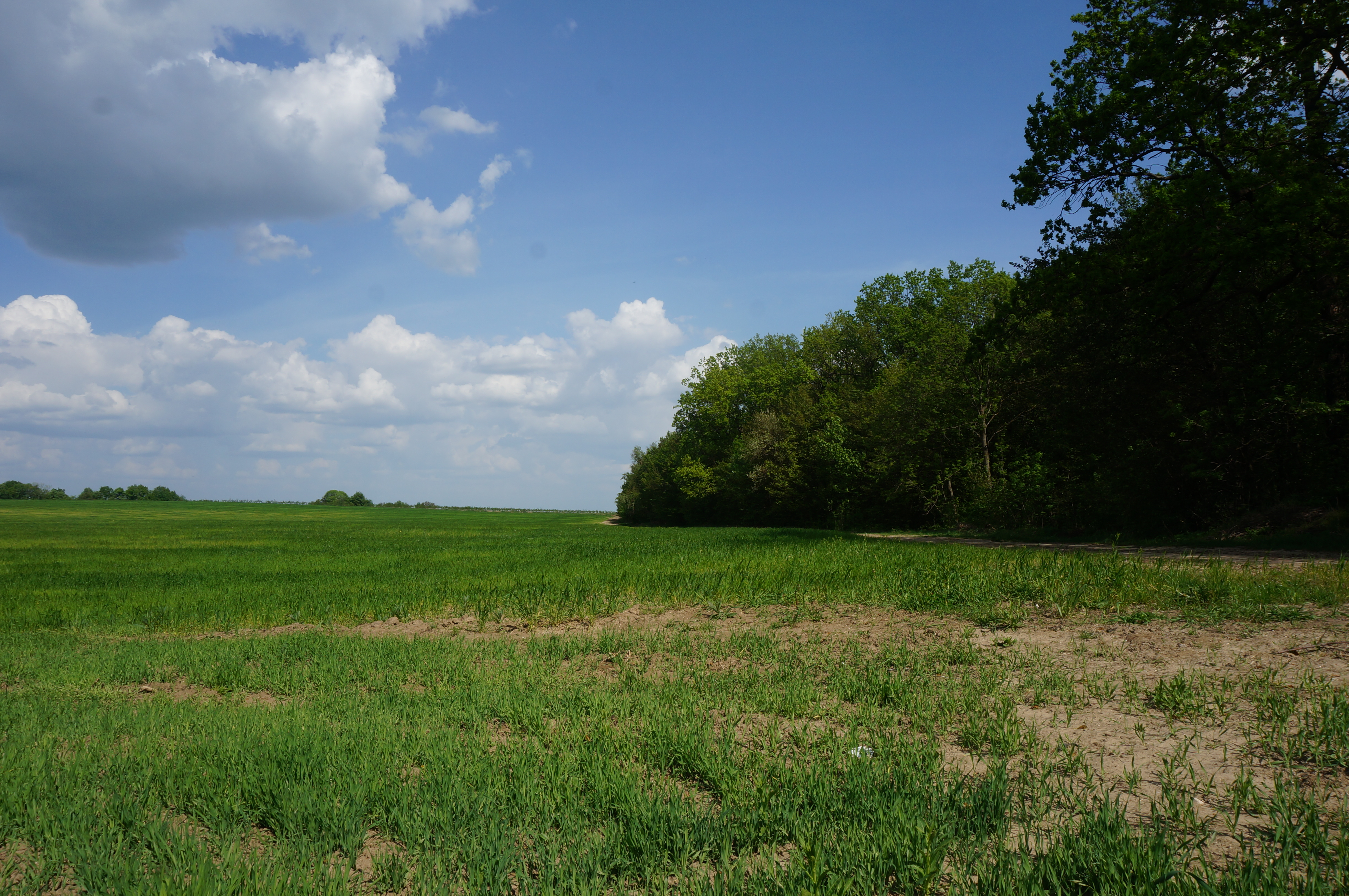
Împrejurimi